# Reina Irene Mejía
Reina Irene Mejía Chacón (Tegucigalpa, Honduras, 20 de julio de 1968[cita requerida]) es una economista hondureña. Es la vicepresidenta ejecutiva del Banco Interamericano de Desarrollo (BID). Entre septiembre y diciembre de 2022 fue presidenta interina del Banco Interamericano de Desarrollo (BID) luego de la destitución de Mauricio Claver Carone

## Biografía
Reina Irene Mejía nació en Tegucigalpa, Honduras el 20 de julio de 1968.[cita requerida]
Reina Irene Mejía Chacón realizó sus estudios tanto de licenciatura en Economía como una maestría en Administración de empresas en la Southern Illinois University.

## Carrera profesional
Reina Irene Mejía Chacón, es nombrada presidenta interina del BID a partir del 26 de septiembre de 2022. Es también la Vicepresidenta Ejecutiva desde el 16 de diciembre de 2020.
Antes de ingresar al BID, Reina Irene trabajó años en Citibank Honduras como directora general y directora de banca corporativa y de inversiones desde 2013. También fue presidenta de la junta directiva de Citi-Crédito y Citi-Inmobiliaria y secretaria de la junta directiva del Banco de Honduras desde 2014.
Entre 2007 y 2020, fue secretaria de la junta directiva del Grupo Financiero Citibank Costa Rica.